# 응우옌푹미엔턴 (1837년)
응우옌푹미엔턴(베트남어: Nguyễn Phúc Miên Thân / 阮福綿寴 완복면친, 1837년 7월 20일 ~ 1875년 8월 17일)은 응우옌 왕조의 황족이다. 민망 황제의 74번째 아들로, 생모는 화빈(和嬪) 응우옌티쿠에(阮氏奎)이다. 자는 쫑찌(베트남어: Trọng Chí / 仲至 중지)이다.

## 생애
민망 18년 음력 6월 18일(1837년 7월 20일), 후에 황성에서 태어났다. 어려서 출각(出閣)하여 독서(讀書)를 하였고, 품행과 학문이 우수하였다.
뜨득 5년(1852년) 음력 2월, 부길군공(베트남어: Phù Cát Quận Công / 符吉郡公)으로 봉해졌다.
뜨득 28년 음력 7월 17일(1875년 8월 17일), 사망하니 향년 39세였다. 시호를 공량(恭亮)이라 하였고, 트어티엔부 흐엉투이현 끄찐총(居正總) 응우옛비에우사(月瓢社)에 장사지냈다. 흐엉짜현 빈찌총(永治總) 바오방사(褒榮社)에 사당을 세우고 제사를 지냈다.

## 자녀
아들 4명과 딸 6명을 두었다. 후예들은 위(韋) 자부(字部)를 하사받고 그에 따라 이름을 지었다.

### 아들
- 셋째 응우옌푹홍짝(阮福洪𩏪) - 기외후(畿外侯)를 습봉하였다.

## 참고 문헌
- 《완복족세보(阮福族世譜)》
- 《대남식록》정편(正編) 열전(列傳) 2집(二集) 권7(卷七)